# Chareil-Cintrat
Chareil-Cintrat är en kommun i departementet Allier i regionen Auvergne-Rhône-Alpes i de centrala delarna av Frankrike. Kommunen ligger  i kantonen Chantelle som ligger i arrondissementet Moulins. År 2022 hade Chareil-Cintrat 385 invånare.

## Befolkningsutveckling
Antalet invånare i kommunen Chareil-Cintrat
Referens: INSEE